# Церковь Чудотворной Девы
Церковь Чудотворной Девы (Латинская церковь, Часовая церковь, Ас-Саа'а, араб. كنيسة الساعة‎ ،كنيسة اللاتين‎) — церковь Сирийской католической церкви в Мосуле, в мухафазе Найнава, на севере Ирака. Относится к архиепархии Мосула. Расположена в Старом городе. Частично разрушена во время оккупации Мосула «Исламским государством» в 2014—2017 гг.
С 1750 активную роль в Мосуле играли прибывшие сюда монахи-доминиканцы. В 1866 году  (по другим источникам в 1862 году) доминиканцы начали строительство церкви Чудотворной Девы. Строительство длилось шесть лет и завершено в 1873 году. В 1882 году была построена часовая башня. Часовая башня была сооружена на пожертвования императрицы Евгении, жены последнего императора Франции Наполеона III в знак признания заслуг доминиканцев во время эпидемии брюшного тифа в 1879—1880 гг. Часовая башня стала доминантой и одной из достопримечательностей Мосула и церковь стала известной как Ас-Саа'а («Часовая»). Церковь после открытия в 1883 году стала штаб-квартирой доминиканцев.
Куранты были снабжены четырьмя циферблатами и колоколами, которые слышно было за 15 километров.
При церкви была школа, в которой учились дети христиан и мусульман.
1 ноября 2006 года церковь пострадала в результате взрыва у входа, были разрушены двери и окна. В 2008 году взрывом автомобиля были повреждены часовая башня и передние двери.
10 июня 2014 года Мосул был оккупирован «Исламским государством». 2 февраля 2015 года «Исламское государство» разрушило часовую башню церкви. 24 марта 2016 года начата операция по освобождению Мосула. СМИ сообщали, что 24 апреля 2016 года «Исламское государство» взорвало церковь Чудотворной Девы, но позднее это сообщение было опровергнуто. 10 июля 2017 года Мосул был освобождён. После освобождения по найденным предметам и надписям было установлено, что подвал церкви использовался в качестве штаб-квартиры и тренировочного лагеря для вновь зачисленных членов «Исламского государства». Дети и женщины содержались в церкви в течение неопределенного времени в период оккупации.
Во время оккупации церковь была частично разрушена и разграблена. В рамках флагманской инициативы ЮНЕСКО «Возрождение духа Мосула» и объявления 2019 года «Годом толерантности» в ОАЭ планируется восстановление церкви Чудотворной Девы и церкви Ат-Тахера (или древней одноимённой церкви).